# Bohumil Zavadil
Bohumil Zavadil (Pivín, Moravia, 14 de diciembre de 1940 - ) es un lingüista, romanista e hispanista checo.

## Biografía
Estudió bachillerato en Kojetín. En 1958 empezó a estudiar Filología española e italiana en la Facultad de Filosofía y Letras de la Universidad Carolina de Praga. Viajó a Cuba en el tercer año para trabajar como traductor e intérprete. Una vez graduado en 1964, fue invitado por su profesor Oldřich Tichý a trabajar como asistente en el Departamento de Filología Románica y desde 1967 como Profesor Asistente. Un año después se doctoró en Filología e hizo estudios de postgrado en la Universidad de Chile con Ambrosio Rabanales Ovando. Además de en lingüística española, se especializó en lingüística general. 
Gracias a sus profesores checos Oldřich Tichý y Jan Šabršula, se orienta al estructuralismo y funcionalismo, enfoques que profundiza estudiando el legado de la Escuela Lingüística de Praga. En los años 1986 y 1987 está en el Consejo Superior de Investigaciones Científicas (Madrid). En su centro de interés entra también la lingüística formal, ante todo la sintaxis generativa. En 1977 se doctoró "Kategorie modality ve španělštině" (Categoría de modalidad en español), pero por motivos políticos se le concede después del cambio del régimen, en 1990. Al año siguiente es nombrado Profesor Titular de Lingüística Hispánica y Románica. Desde 1989 está unos años como Vicedirector del Instituto de Filología Románica, Director del Departamento de Filología Portuguesa y miembro del Consejo Científico de la Facultad de Filosofía y Letras en la Universidad Carolina. Dirige el Consejo de Estudios de Postgrado de Lenguas Románicas. Es miembro del Círculo de Filólogos Modernos (Kruh moderních filologů), Círculo Lingüístico de Praga (Pražský lingvistický kroužek), Asociación Checa de Lingüística (Jazykovědné sdružení ČR), de los Consejos de redacción de Acta Universitatis Carolinae – Philologica, Écho des études romanistiques, Ibero-Americana Pragensia y es presidente del Consejo de redacción de Romanistica Pragensia. 
Sus cursos Estructura de una lengua no flexiva – el euskera y Euskera – introducción a la lengua práctica dieron base a la enseñanza de la lengua vasca no sólo en la Universidad Carolina de Praga sino en toda la República checa. Fue profesor invitado en La Habana, Leipzig, Berlín, Cracovia, Madrid, Barcelona, etc. Participa en los simposios internacionales (Alemania, Polonia), da conferencias para el Círculo de Filólogos Modernos, Círculo Lingüístico de Praga, Asociación Checa de Lingüística, Asociación de Profesores de Español. La mayor atención de Zavadil se centra en las categorías predicativas del verbo, el análisis funcional del verbo español y la evolución del español. Es autor del primer manual universitario de lingüística española escrito en Chequia, Současný španělský jazyk I. (Lengua Española Contemporánea I., Praha, 1989); el segundo tomo de Současný španělský jazyk II. (Lengua Española Contemporánea II., Praha, 1995); "Španělský jazyk. Portugalský jazyk. Katalánština. Galicijština." (Lengua española. Lengua portuguesa. Catalán. Gallego.) En: Úvod do srovnávacího studia románských jazyků. (Introducción al estudio comparativo de las lenguas romances, Ostrava, 1994). El último de los trabajos es Vývoj španělského jazyka I, II. (Evolución de la lengua española I, II, Praha, 1998, 2004) cuyo primer tomo representa una importante contribución al estudio de la evolución del castellano por presentar la secuencia de los cambios fonéticos como un proceso lógico y continuo y por reconstruir sistemáticamente las fases no documentadas.

## Obras

### Libros y manuales
- Kategorie modality ve španělštině (Categoría de modalidad en español). Acta Universitatis Carolinae, Praha, 1983.
- Současný španělský jazyk I. Obecné problémy zkoumání jazyka. Základní slovní druhy neslovesné (Lengua Española Contemporánea I. Problemas generales de lingüística.
- Los denominadores no verbales). Universidad Carolina, Praha, 1989.
- Současný španělský jazyk II. Základní slovní druhy – slovesa. (Lengua Española Contemporánea II. Los denominadores verbales). Karolinum, Praha, 1995.
- Španělský jazyk. Portugalský jazyk. Katalánština. Galicijština (Lengua española. Lengua portuguesa. Catalán. Gallego.) Colaboración en: Jan Šabršula: Úvod do srovnávacího studia románských jazyků (Introducción al estudio comparativo de las lenguas romances). Universidad de Ostrava, Ostrava, 1994, pp. 158–176.
- Vývoj španělského jazyka I. (Evolución de la lengua española I). Karolinum, Praha, 1998.
- Vývoj španělského jazyka II. (Evolución de la lengua española II). Karolinum, 2004.

### Artículos y estudios
- Medios expresivos de la categoría de modalidad en español. Ibero-Americana Pragensia, II/1968, pp. 57–86.
- Ensayo de una interpretación funcional de los modos españoles. Romanistica Pragensia, IX/1975, pp. 143–177.
- Sobre algunos aspectos dinámicos del sistema modal castellano. Romanistica Pragensia, XII/1979, p. 109–116.
- Problemas de la delimitación de la categoría de modalidad. Ibero-Americana Pragensia, XIII/1979, pp. 51–88.
- Kam jsme dospěli v jazykovědě? (¿Hasta dónde hemos llegado en la lingüística? Metodologické problémy literárně-vědných alingvistických oborů (Problemas metodológicos de las disciplinas filológicas). Universidad Carolina, Praha, 1985, pp. 29–38.
- Por una teoría de la codificación de la norma estándar en los países hispanoamericanos. Revista de Filología Románica (Madrid), IV/1986, pp. 295–300.
- La doctrine linguistique de J. Šabršula et sa terminologie. Philologica Pragensia, 1988/31, núm. 4, pp. 202–204 (con V. Uhlíř).
- Intorno al problema della forma premorfologica in italiano. Lingua e Letteratura, I (Universita Jagellonica di Cracovia). 1990, pp. 87–92.
- Algunos problemas del complemento predicativo en español. Romanistické studie – Studia Romanistica (Sborník prací FF Ostravské univerzity). 152 /1995, núm. 1, pp. 95–99.